# Eva Ahnert-Rohlfs
Eva Ahnert-Rohlfs (Coburgo, 11 agosto 1912 – Sonneberg, 9 marzo 1954) è stata un'astronoma tedesca.
Fece importanti osservazioni sulle stelle variabili.
Eva Rohlfs studiò alle università di Würzburg, di Monaco e di Kiel dal 1931 al 1933. Dopo nove anni di ritorno alla vita familiare, studiò dal 1942 alla fine della Seconda guerra mondiale all'Università di Gottinga. Dal 1945, lavorò fianco a fianco con il professor Cuno Hoffmeister come assistente astronomo all'Osservatorio Sonneberg. Nel 1951, ricevette un dottorato in astrofisica dall'Università di Jena. Allo stesso Osservatorio Eva incontrò il futuro marito, Paul Oswald Ahnert, e si sposarono nel 1952. Lei morì due anni dopo, ad appena 41 anni.
| Controllo di autorità | VIAF (EN) 15207845 · ISNI (EN) 0000 0000 0682 8424 · GND (DE) 104542292 |